# Marco Leininger
Marco Leininger (* 19. Jänner 1994) ist ein österreichischer Fußballspieler.

## Karriere
Leininger begann seine Karriere beim ATUS Pörtschach. 2002 wechselte er in die AKA Kärnten. 2008 ging er in die AKA Salzburg. 2012 wechselte er wieder nach Kärnten, diesmal zum SK Austria Klagenfurt. Sein Profidebüt gab er nach dem Aufstieg in den Profifußball am 4. Spieltag 2015/16 gegen den LASK Linz. Nach dem Zwangsabstieg Klagenfurts in die Regionalliga verließ er den Verein im Sommer 2016.
Zur Saison 2016/17 wechselte er zum Landesligisten Annabichler SV. In eineinhalb Jahren beim ASV kam er zu 24 Landesligaeinsätzen für die Klagenfurter. Im Jänner 2018 wechselte er innerhalb Klagenfurts zum fünftklassigen ASK Klagenfurt. Für den ASK kam er zu elf Einsätzen in der Unterliga. Zur Saison 2018/19 schloss Leininger sich dem ebenfalls fünftklassigen SV Sachsenburg an. Bis zur Winterpause absolvierte er 15 Unterligaspiele in Sachsenburg und erzielte dabei fünf Tore.
Im Jänner 2019 kehrte er zum ASK Klagenfurt zurück, für den er bis Saisonende sechsmal spielte. Nach einem halben Jahr bei ASK wechselte er zur Saison 2019/20 ein zweites Mal nach Sachsenburg, wo er zu weiteren neun Einsätzen kam. Im Februar 2020 kehrte Leininger zum Annabichler SV zurück.